# Mac OS X 10.1
Mac OS X 10.1 (nazwa kodowa Puma) – system operacyjny firmy Apple Inc. zaprezentowany 25 października 2001 roku dla komputerów Macintosh, jako następca systemu Mac OS X 10.0.

## Najważniejsze nowości
- DVD Player
- OpenGL szybszy do 20% niż w poprzedniej wersji
- ColorSync 4.0
- Image Capture dla kamer internetowych oraz aparatów fotograficznych

## Wymagania
Komputery:
- Power Macintosh G3
- Power Macintosh G3 Blue & White
- Power Macintosh G4
- Power Macintosh G4 Cube
- iMac
- PowerBook
- iBook

Konfiguracja zalecana:
- 128 MB RAM
- 1,5 GB na dysku

## Historia wydań
- 25 października 2001 – Mac OS X 10.1 (build 5G64)
- 13 listopada 2001 – Mac OS X 10.1.1 (build 5M28)
- 20 grudnia 2001 – Mac OS X 10.1.2 (build 5P48)
- 19 lutego 2002 – Mac OS X 10.1.3 (build 5Q45)
- 17 kwietnia 2002 – Mac OS X 10.1.4 (build 5Q125)
- 6 czerwca 2002 – Mac OS X 10.1.5 (build 5S60)

## Następcy systemu
Bezpośrednim następcą systemu Mac OS X 10.1 jest system Mac OS X 10.2 Jaguar.